# Eunoé

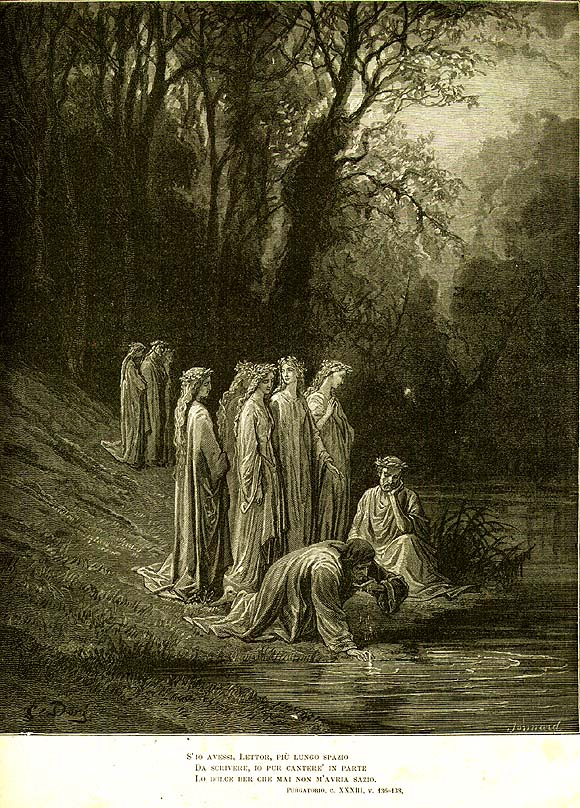
Dante s'abreuvant au fleuve Eunoé, illustration de Gustave Doré

Pour les articles homonymes, voir Eunoé (homonymie).
L'Eunoé est un fleuve imaginaire inventé par Dante Alighieri dans son œuvre majeure, la Divine Comédie. Il apparaît notamment dans la partie consacrée au Purgatoire, au vers 131 du chant XXVIII et au vers 127 du Chant XXXIII. L'Eunoé est un fleuve qui vient compléter le Léthé : ce dernier est d'origine païenne, on le trouve dans la mythologie grecque, et il a pour but d'apporter l'oubli des fautes aux bienheureux après la mort. Dante en donne une interprétation chrétienne : le Léthé fait oublier les péchés à ceux qui se purifient au Purgatoire en vue d'atteindre par la suite le Paradis, lorsqu'ils seront lavés de tout péché. L'Eunoé, quant à lui, est le pendant positif du Léthé : il apporte non pas l'oubli, mais le souvenir. Celui qui s'abreuve à l'Eunoé garde le souvenir de ses bonnes actions passées, après avoir oublié ses mauvaises actions au moyen du Léthé.
Le mot « Eunoé » est un néologisme vraisemblablement formé par Dante, sans doute à partir des termes grecs qui signifient « bon » (eu-) et « esprit » (noe), à moins qu'il ne vienne du nom de la nymphe grecque 
Eunoé.